# José Luis Uribarri
José Luis Uribarri (ur. 9 sierpnia 1936 w Ávili, zm. 23 lipca 2012 w Madrycie) – hiszpański prezenter telewizyjny i dyrektor Televisión Española.

## Życiorys
W latach 1969–2010 osiemnaście razy komentował Konkurs Piosenki Eurowizji. Był powszechnie znany jako „Głos Eurowizji” w Hiszpanii.
Po ukończeniu szkoły w szkole Marist w Palencia poszedł na studia prawnicze, ale przeszedł do hiszpańskiej telewizji jako komentator telewizyjny. Debiutował jako prezenter telewizji w 1958 roku, kiedy odbył się pokaz Caras NUEVAS i Aplauso. Zdobył Premios Ondas w 1966 roku i był jednym z prezenterów telewizji publicznej.